# Mantella pulchra
A Mantella pulchra   a kétéltűek (Amphibia) osztályába és  a békák (Anura) rendjébe aranybékafélék (Mantellidae) családjába tartozó faj. A fajt időnként a Mantella madagascariensis vagy a Mantella cowanii színváltozatának tartják.

## Előfordulása
Madagaszkár endemikus faja. A sziget északkeleti részén,  Mananara North-tól An'Ala-ig 300–950 m-es tengerszint feletti magasságban honos.

## Megjelenése

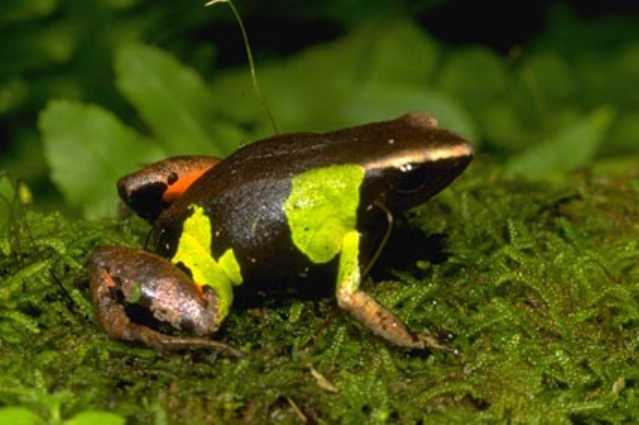

Kis méretű, zömök Mantella faj. Testhossza 21–25 mm. Hátának és oldalának színe a sötét barnától a feketéig terjed. Hátának sötét színe a feje tetején fokozatosan világos barnába megy át. Háta és oldala között, különösen a feje és a válla környékén éles határvonal látható. Végtagjai világosbarnák, combja sárga vagy zöld, egyes példányoknál kék színű. Ez a szín nagy foltokban átnyúlik az oldalára. Íriszének felső felén enyhe pigmentáció látható. Hasa, torka, mellső végtagjai sötétbarnák vagy feketék, apró , általában kerek fehéres-kék pettyekkel, határozott, patkó alakú mintával, mely a hímeknél csaknem a teljes torkot fedi. 
Hasonló faj: Mantella madagascariensis.

## Természetvédelmi helyzete
A vörös lista a mérsékelten fenyegetett fajok között tartja nyilván. Elterjedési területe kisebb mint 20 000 km², erősen töredezett. Élőhelyének területe folyamatosan csökken, minősége romlik. Előfordul a  Mananara Nord rezervátumban és az Ambatovaky természetvédelmi területen. Szükség van kereskedelmének szabályzására. 